# Susan Sto Helit
Susan Sto Helit – fikcyjna postać występująca w cyklu Świat Dysku Terry'ego Pratchetta. Występuje w trzech książkach z tego cyklu: Muzyka duszy, Wiedźmikołaj i Złodziej czasu. Jest również wspominania pośrednio na końcu książki Mort, gdy jej ojciec zaprasza Śmierć na jej chrzciny.
Susan jest wnuczką Śmierci, córką Ysabell (adoptowana córka Śmierci) i Morta (byłego ucznia Śmierci). Po raz pierwszy pojawia się jako uczennica w Muzyce Duszy, tuż po śmierci jej rodziców. Po ukończeniu szkoły rozpoczyna karierę, najpierw jako guwernantka (w Wiedźmikołaju) następnie jako nauczycielka w szkole (Złodziej czasu). W czasie wydarzeń Złodzieja Czasu, który jest ostatnią książką (napisaną przez Terry'ego Pratchetta) z udziałem Susan, wspomniane jest że ma 21 lat.